# Càrn Sgulain
Der Càrn Sgulain ist ein 920 Meter hoher, als Munro eingestufter Berg in Schottland. Die Bedeutung seines gälischen Namens Càrn an Sgùlain ist unsicher, er kann in etwa als Berg des Korbs oder als Berg des kleinen alten Manns übersetzt werden.  Der Gipfel liegt in der Council Area Highland am Südrand der Berglandschaft der Monadh Liath in den nördlichen Grampian Mountains, etwa acht Kilometer nordwestlich von Newtonmore und dem Tal des Spey.
Unter den insgesamt wenig markanten Munros der Monadh Liath ist der Càrn Sgulain der nach bergsteigerischer Einschätzung unbedeutendste Berg. Auf einer Wanderseite wird er als „one of the least interesting Munros, a featureless pudding“ (einer der am wenigsten interessanten Munros, ein nichtssagender Fladen) beschrieben. Das breite und flache Gipfelplateau hebt sich nur geringfügig von der  nördlich, westlich und nach Süden anschließenden Hochfläche der Monadh Liath ab. Vom südlich benachbarten, 930 Meter hohen A’ Chailleach ist er nur durch das schmale, tief eingeschnittene Tal des kleinen Bachs Allt Cùil na Caillich getrennt. Nach Osten schließt sich ein durch einen flachen breiten Sattel getrennter, ebenfalls flacher, bis etwa 850 Meter Höhe erreichender Bergrücken an, der im Süden mit dem knapp 800 Meter hohen Vorgipfel Am Bodach endet. Lediglich nach Südosten und am Am Bodach fällt das Gipfelplateau etwas steiler und mit felsigen Partien in das Tal des Allt a’ Chaorainn ab. Der höchste Punkt auf dem flachen Gipfelplateau ist durch einen Cairn markiert. 

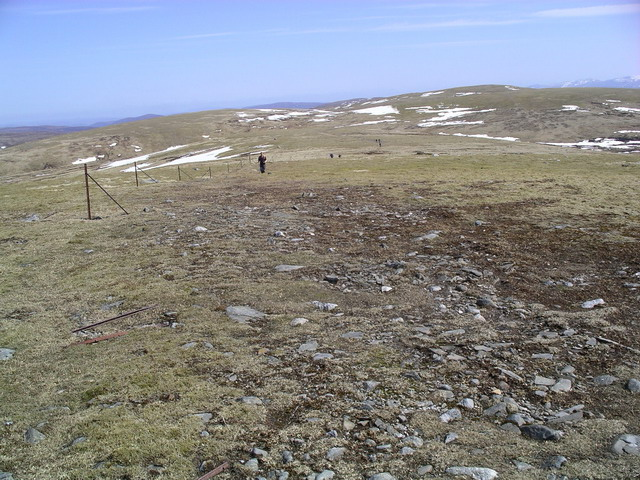
Blick vom westlich liegenden, 911 Meter hohen Meall a’ Bhothain über die Hochfläche entlang des Metallzauns zum Gipfelplateau des Càrn Sgulain
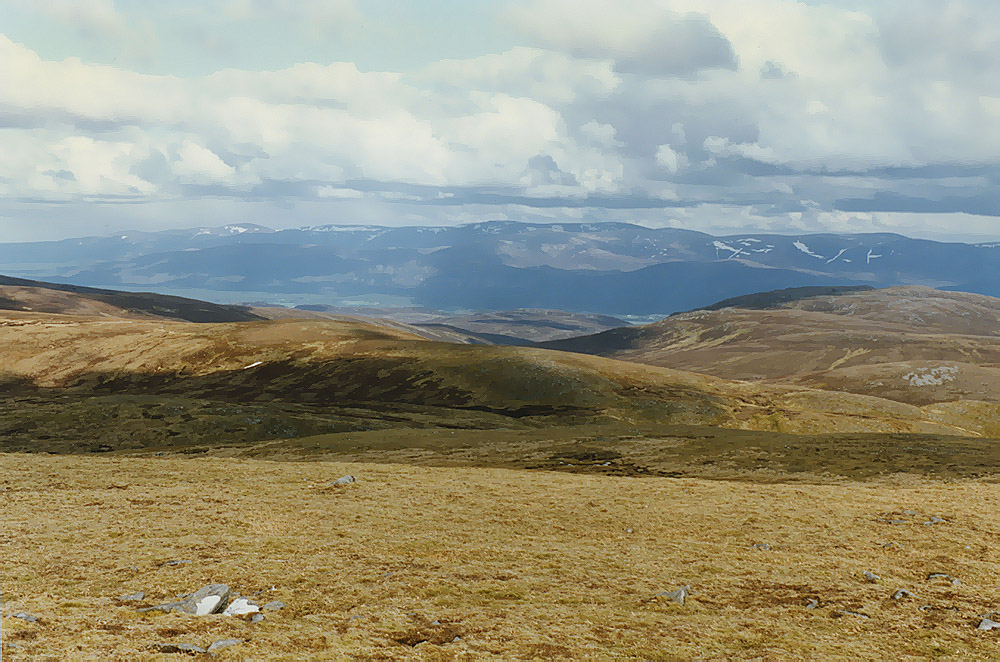
Blick vom Gipfel des Càrn Sgulain nach Osten auf die Cairngorms
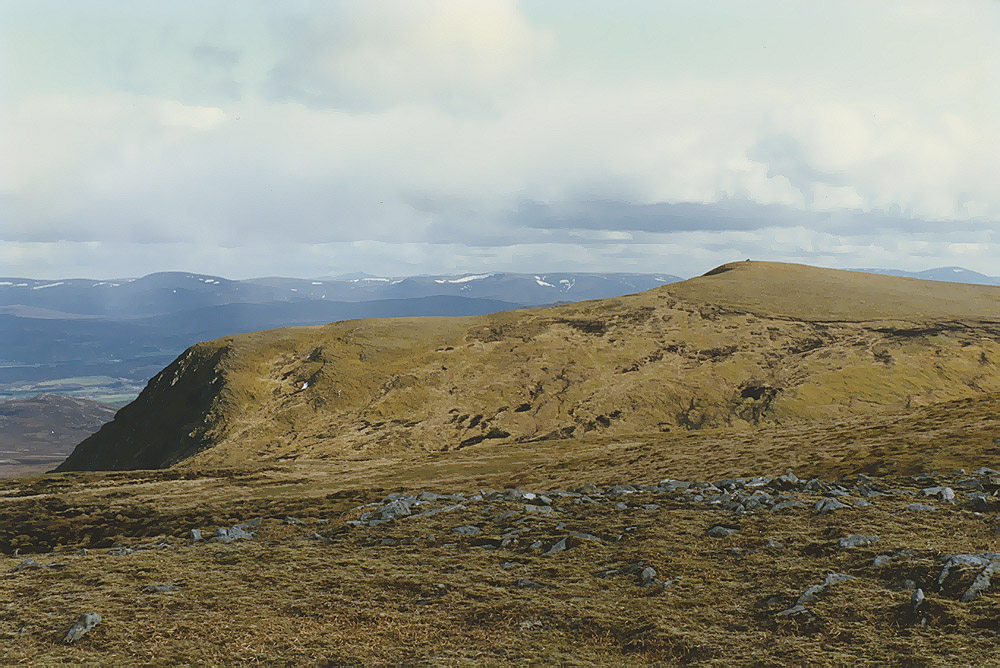
Blick vom Gipfel des Càrn Sgulain nach Süden, rechts der A’ Chailleach
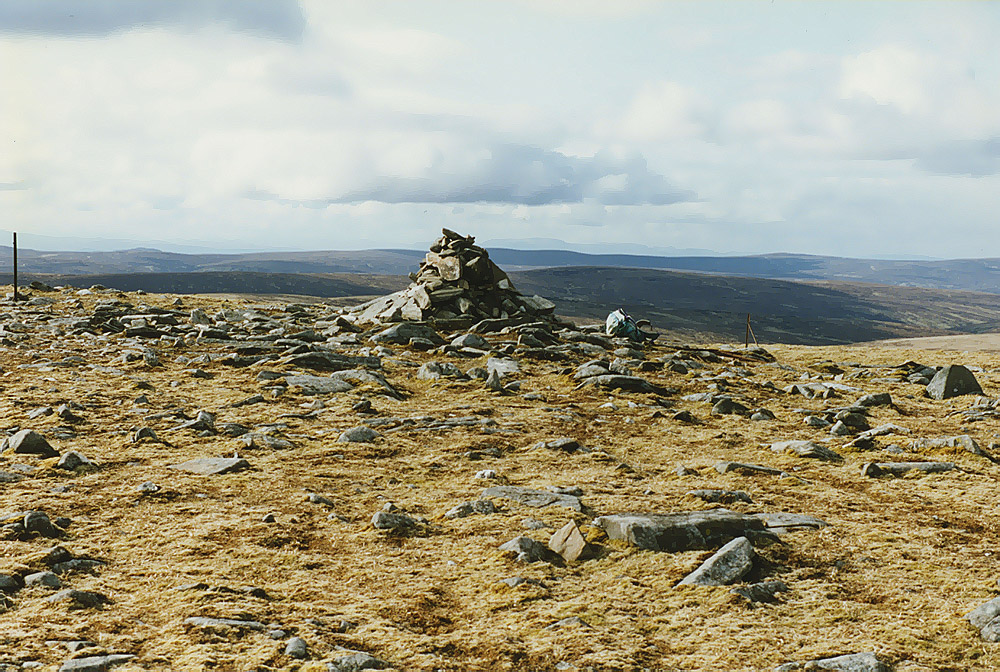
Der Gipfelcairn des Càrn Sgulain, Blick nach Nordwesten auf das Hochplateau der Monadh Liath

Die meisten Munro-Bagger besteigen den Càrn Sgulain im Anschluss an eine Besteigung des südlich benachbarten A’ Chailleach, teils auch erweitert zu einer Rundtour über den etwa sechs Kilometer südwestlich liegenden, 945 Meter hohen Càrn Dearg. Ausgangspunkt ist ein Parkplatz am Ende der kurzen Fahrstraße von Newtonmore in das Glen Banchor. Von dort führt der Zustieg zum Càrn Sgulain durch das Tal des Allt a’ Chaorainn  und über die Südostflanke des A’ Chailleach auf dessen Gipfel. Von dort führt der Weg westlich um das Tal des Allt Cùil na Caillich herum schwenkend bis zum durch einen Cairn markierten Gipfel. Quer über den Gipfel verläuft ein alter verfallener Zaun mit Metallpfosten, der bei den oft auftretenden schlechten Witterungsbedingungen auf der Hochfläche eine wichtige Orientierungshilfe ist und der auch den größten Teil des Übergangs zum Càrn Dearg markiert.